# Mwambutsa IV av Burundi
Mwambutsa IV Bangiricenge, född ca 1912 i Nyabiyogi, Burundi, död 26 mars 1977 i Genève, Schweiz, var kung (mwami) i Burundi mellan 1915 och 1966. Han tillträdde tronen efter faderns, Mutaga IV Mbikijes död (regent 1908-1915) . I likhet med andra burundiska kungar, var han en etnisk ganwa (tutsier). Född under Burundis tid med tyskt kolonialt styre, sammanföll Mwambutsas regeringstid dock till största delen med den belgiska kolonialstyret (1916-1962). Belgarna behöll monarker i både Rwanda och Burundi med indirekt styre.

## Biografi
Mwambutsa blev kung 1915 när han fortfarande var ett spädbarn efter faders död i en familjetvist. På grund av hans ålder utsågs en förmyndarregering och flera familjemedlemmar, bland annat drottningmodern Ririkumutima, tjänstgjorde som regent. År 1925 inrättades en fullständig förmyndarregering. Mwambutsa blev regent av sin egen rätt den 28 augusti 1929. 
På Burundis självständighetsdag i juli 1962 blev Mwambutsa IV statschef med långtgående politisk makt. I Rwanda hade monarkin varit avsatt 1959-1962 och han försökte därför att balansera de etniska spänningarna mellan hutu och tutsi genom att växelvis välja sin premiärministrar från de båda etniska grupperna.
I oktober 1965 försökte hutuofficerare genomföra en statskupp mot monarkin. Trots deras misslyckande att ta makten flydde Mwambutsa till exil i Republiken Kongo och flyttade så småningom till Schweiz. I mars 1966 utsåg han sin ende överlevande son att utöva hans befogenheter på plats. Fortfarande i exil, blev Mwambutsa dock officiellt avsatt i en andra statskupp varpå hans son tog makten som Ntare V den 8 juli 1966. Monarkin avskaffades slutligen i en tredje kupp i november 1966 och Michel Micombero kom till makten som faktisk diktator. Mwambutsa tillbringade resten av sitt liv i Schweiz och dog i Genève 1977.
År 2012 grävdes Mwambutas kvarlevor upp från sin gravplats i Schweiz i syfte att återföra dem till Burundi för en statsbegravning. Efter en rättslig strid begravdes emellertid hans kvarlevor åter i Schweiz i enlighet med familjens önskemål. 